# Philippine Airlines
Philippine Airlines (PAL), một thương hiệu của PAL Holdings, Inc. (PSE: PAL), cũng được biết đến với tên gọi lịch sử (dùng đến năm 1970) là Philippine Air Lines, là hãng hàng không quốc gia của Philippines. Đặt tại Trung tâm Tài chính PNB ở thành phố Pasay, hãng được thành lập năm 1941 và cũng là hãng hàng không thương mại đầu tiên và có thời gian vận hành dưới thương hiệu ban đầu lâu nhất tại Châu Á. Bên cạnh trạm trung chuyển chính là Sân bay quốc tế Ninoy Aquino ở Manila, Sân bay quốc tế Clark ở Angeles và Sân bay quốc tế Mactan-Cebu ở Cebu, hãng Philippine Airlines còn phục vụ các tuyến bay đến 31 điểm ở Philippines và 41 điểm đến ở nước ngoài tại Đông Nam Á, Đông Á, Trung Đông, Châu Đại Dương, Bắc Mỹ và Châu Âu.
Từng là hãng hàng không Châu Á lớn nhất, PAL chịu tác động mạnh mẽ của cuộc khủng hoảng tài chính châu Á 1997. Là một trong những doanh nghiệp thất bại lớn nhất của Philippines trong giai đoạn này, PAL đã phải giảm các hoạt động quốc tế bằng cách cắt bỏ các tuyến bay tới Châu Âu và Trung Đông, cắt bỏ hầu như toàn bộ đường bay quốc nội ngoại trừ các tuyến khởi hành từ Manila, giảm số lượng máy bay và sa thải hàng ngàn nhân viên. Năm 1998, hãng bị đặt trong tình trạng bảo hộ phá sản, và dần dần khôi phục nhiều tuyến bay. Thoát khỏi tình trạng bảo hộ phá sản năm 2007, PAL bắt tay vào khôi phục quản lý thường kỳ. Tuy vậy, tầm nhìn của PAL để xây dựng lại thành hãng vận tải cao cấp của Châu Á vẫn là vấn đề quan trọng nhất. Phi đội của Philippine Airlines gồm các máy bay của Airbus lẫn Boeing như Airbus A320, Airbus A321, Airbus A330, Airbus A340 và Boeing 777-300ER.

## Thỏa thuận liên danh
- Air Macau
- All Nippon Airways
- Bangkok Airways
- Cathay Pacific
- China Airlines
- Garuda Indonesia
- Gulf Air
- Hawaiian Airlines
- Malaysia Airlines
- PAL Express
- Royal Brunei Airlines
- Turkish Airlines
- Vietnam Airlines
- WestJet
- Xiamen Air

## Đội bay
Tính đến tháng 6/2021:
| Máy bay          | Đang vận hành | Đặt hàng | Hành khách | Hành khách | Hành khách | Hành khách | Ghi chú                           |
| Máy bay          | Đang vận hành | Đặt hàng | B          | P          | E          | Tổng       | Ghi chú                           |
| ---------------- | ------------- | -------- | ---------- | ---------- | ---------- | ---------- | --------------------------------- |
| Airbus A320-200  | 4             | —        | 12         | —          | 144        | 156        | 7 chiếc chuyển sang PAL Express   |
| Airbus A321-200  | 18            | —        | 12         | 18         | 169        | 199        | 5 chiếc chuyển sang PAL Express   |
| Airbus A321neo   | 6             | —        | 12         | —          | 156        | 168        |                                   |
| Airbus A321neo   | 2             | 13       | 12         | —          | 183        | 195        | Thiết kế Airbus Cabin Flex (ACF). |
| Airbus A330-300  | 7             | —        | 18         | 27         | 323        | 368        |                                   |
| Airbus A330-300  | 7             | —        | 18         | 24         | 267        | 309        |                                   |
| Airbus A350-900  | 3             | —        | 30         | 24         | 241        | 295        | RP-C3508 mang logo Love Bus       |
| Boeing 777-300ER | 10            | —        | 42         | —          | 328        | 370        |                                   |
| Tổng cộng        | 58            | 13       |            |            |            |            |                                   |

## Chuơng trình khách hàng thường xuyên
- Classic: Hạng thẻ thấp nhất cho những khách hàng mới đăng kí.
- Elite: Khách hàng tích lũy 25000 dặm bay, bay 30 chuyến bay một chiều trên bất cứ hạng dịch vụ nào hoặc bay 15 chuyến một chiều trên hạng Thương Gia sẽ được nâng cấp lên hạng thẻ Elite. Những chính sách ưu tiên bao gồm phòng chờ ưu tiên, quầy làm thủ tục ưu tiên, lối lên máy bay riêng,hành lý dán thẻ đỏ để phân biệt với khách thường, trợ cấp hành lý miễn phí bổ sung 10 kg, truy cập vào tất cả các phòng chờ Mabuhay, CIP, và Miles(25% trên tất cả các hãng hàng không Philippines / Chuyến bay PAL Express).
- Premiere Elite: Khách hàng tích lũy 45000 dặm bay, bay 50 chuyến bay một chiều trên bất cứ hạng dịch vụ nào hoặc bay 25 chuyến một chiều trên hạng Thương Gia sẽ được nâng cấp lên hạng thẻ Premiere Elite. Hành lí được bổ sung thêm 1 kiện 30 kg, tiền thưởng dựa trên dặm bay (75% trên các chuyến bay của Philippine Airlines đi / đến Hoa Kỳ hoặc California và Anh) và quyền được truy cập vào Mabuhay và Phòng chờ CIP cùng một khách đi cùng.
- Million Miler: Khach hàng tích lũy 1.000.000 dặm bay trên các chuyến bay của Philippine Airlines và PAL Express sẽ được nâng cấp lên hạng thẻ Million Miler. Hành khách được xách thêm một hành lí xách tay,thêm 2 kiện hành lí 40 kg, làm thủ tục tại quầy ưu tiên, ưu tiên soi chiếu hành lí, được mời vào phòng chờ CIP cùng 1 khách đi cùng, lối lên máy bay riêng.

## Hình ảnh

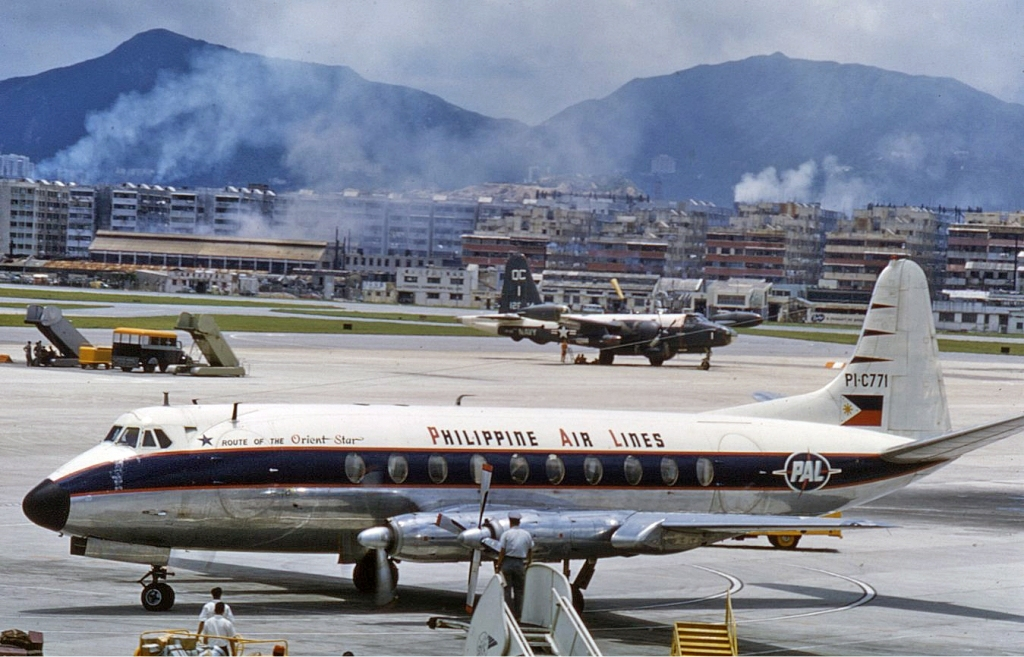
Một chiếc Vickers Viscount của Philippine Airlines tại Sân bay Kai Tak năm 1961
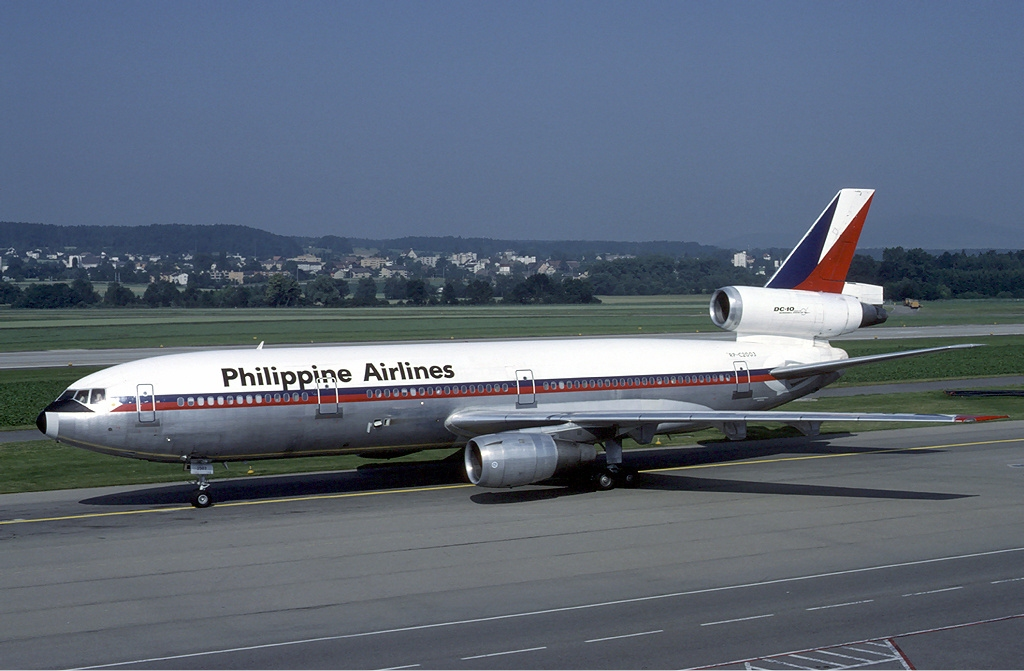
Một chiếc DC-10 của Philippine Airlines tại Zurich. Hãng sở hữu 6 chiếc DC-10, trong đó có năm chiếc thuộc dòng −30 và một chiếc thuộc dòng −30CF.
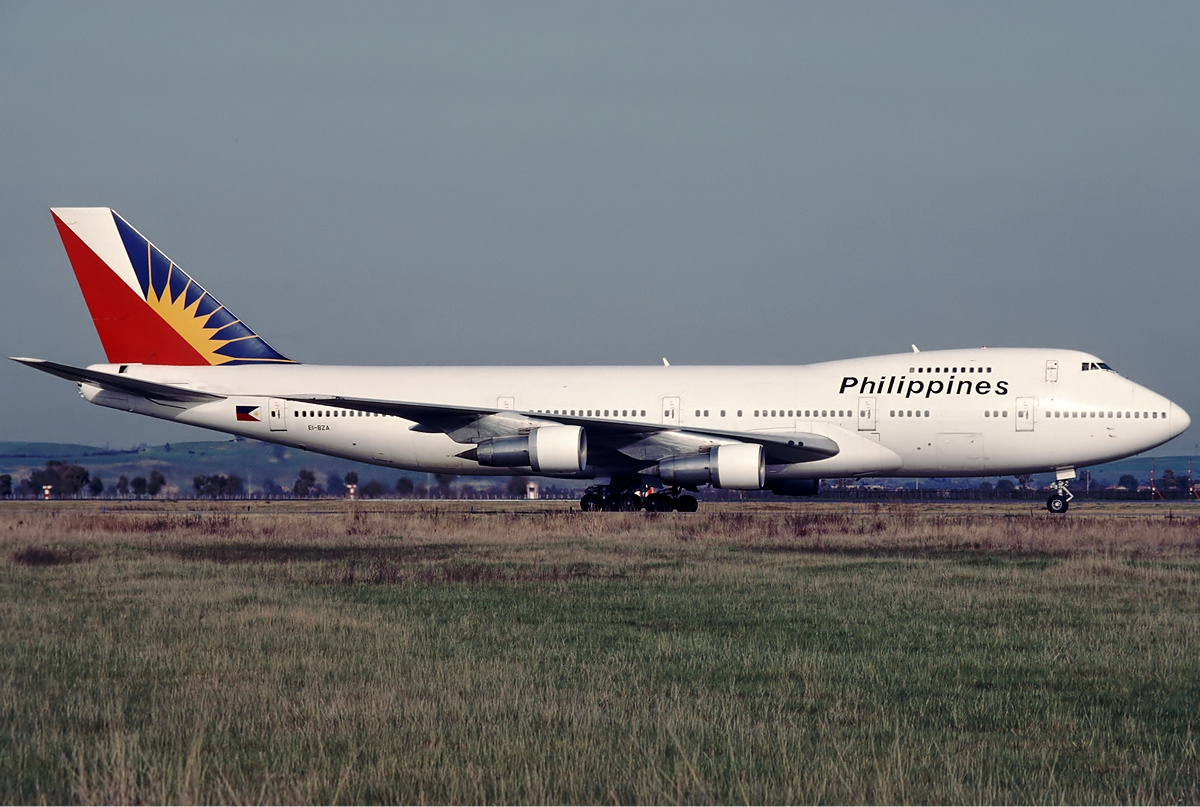
Một chiếc Boeing 747–200 của Philippine Airlines tại Rome vào tháng 3 năm 1989
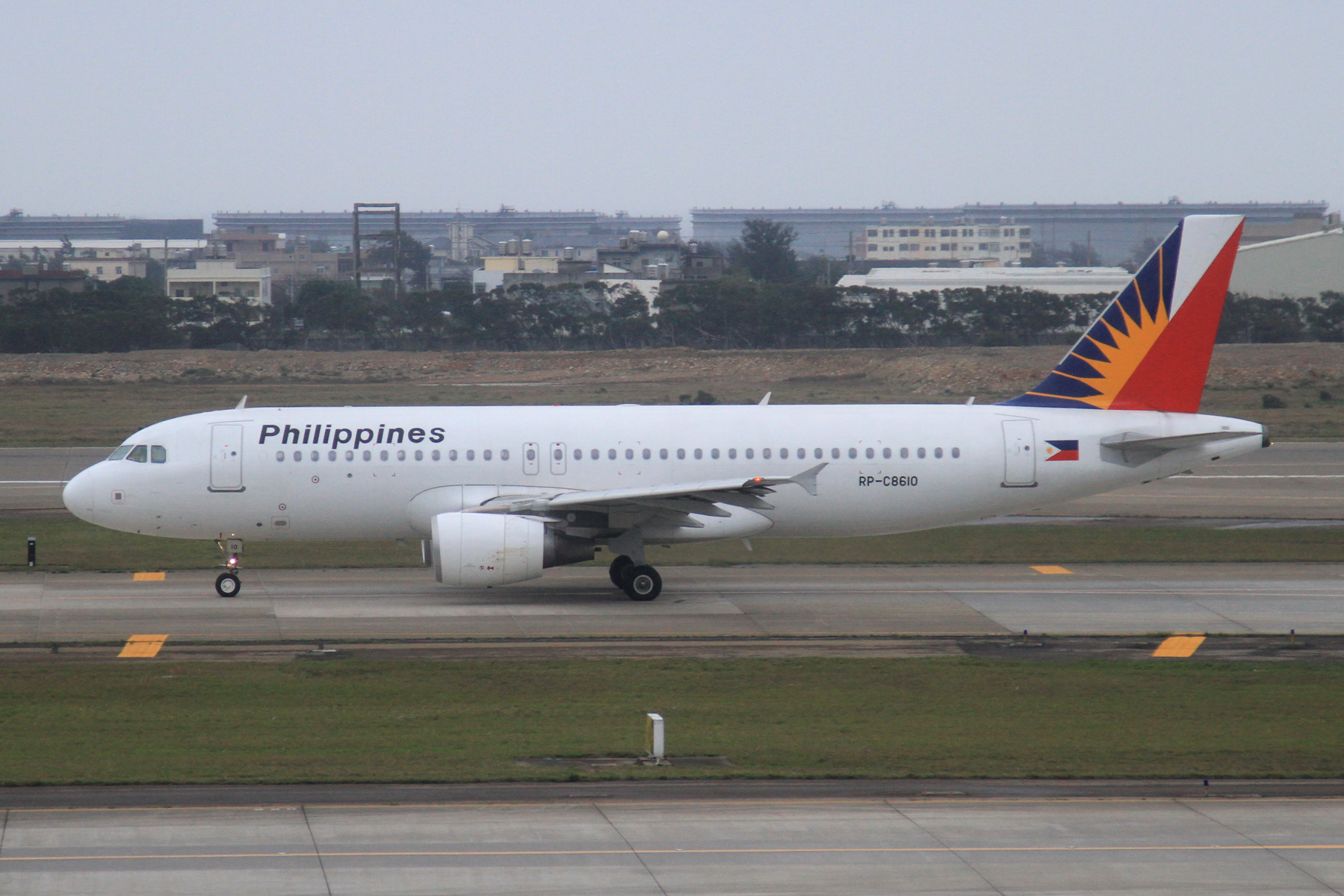
Chiếc A320 của Philippine Airlines tại Sân bay quốc tế Đào Viên Đài Loan. Chiếc A320 này là một trong những chiếc máy bay thân hẹp đầu tiên của PAL.
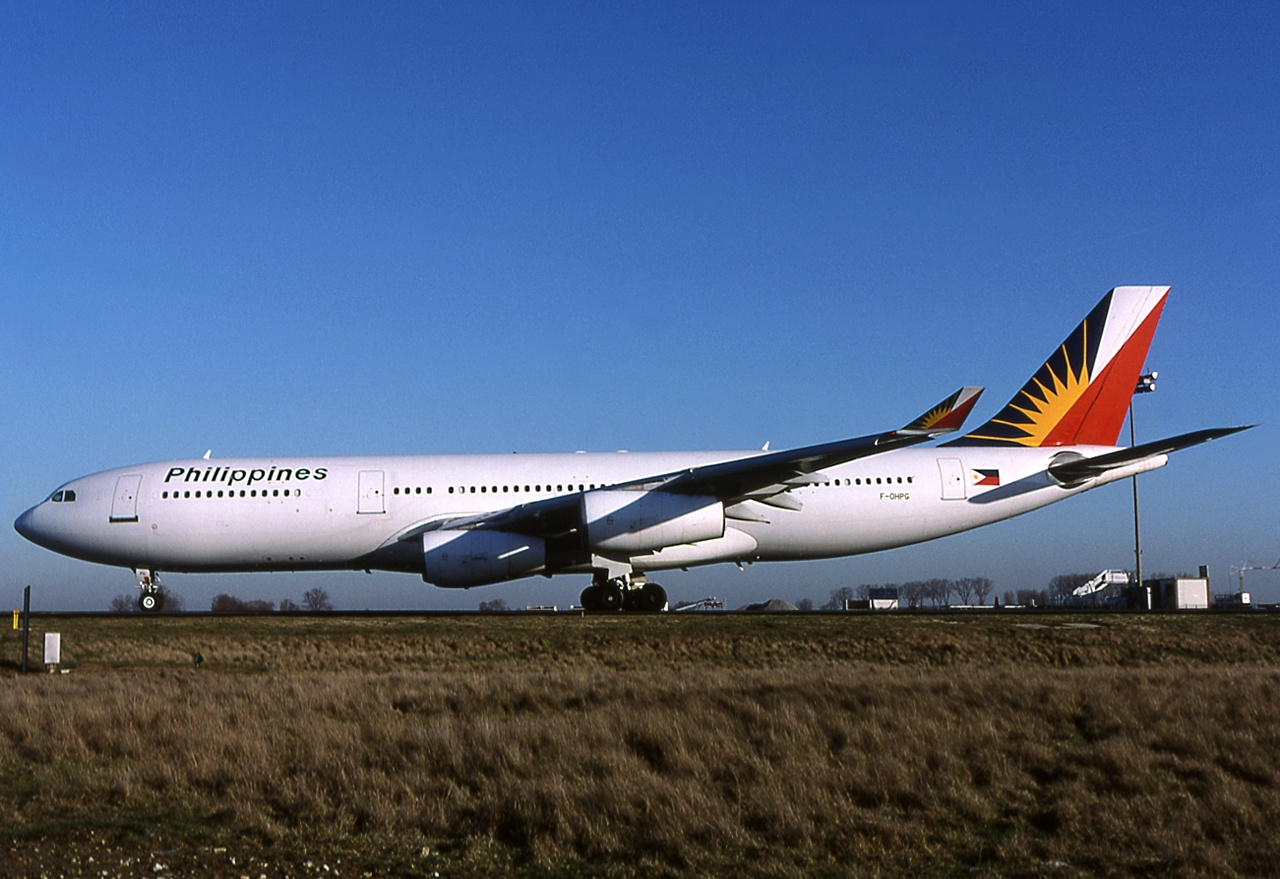
Chiếc Airbus A340-200 của Philippine Airlines tại Sân bay quốc tế Charles de Gaulle tháng 1 năm 1998.
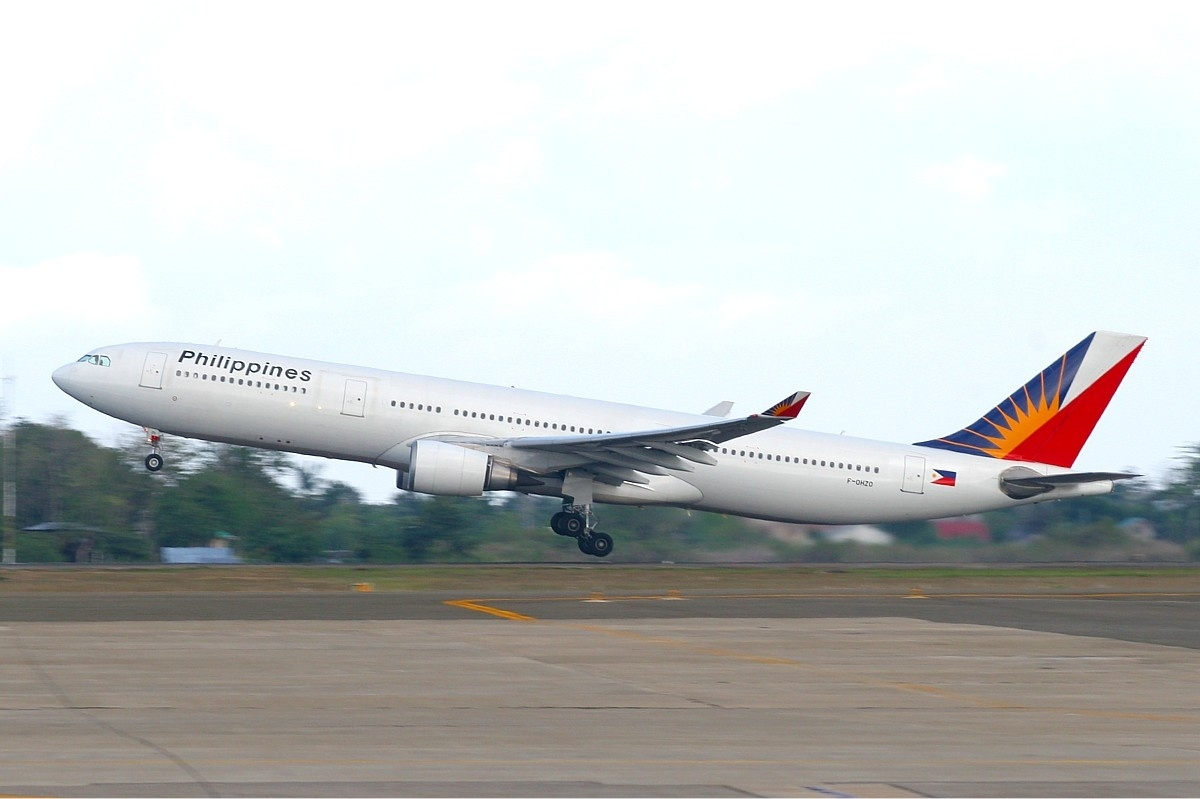
Chiếc Airbus A330-300 của Philippine Airlines năm 2005.
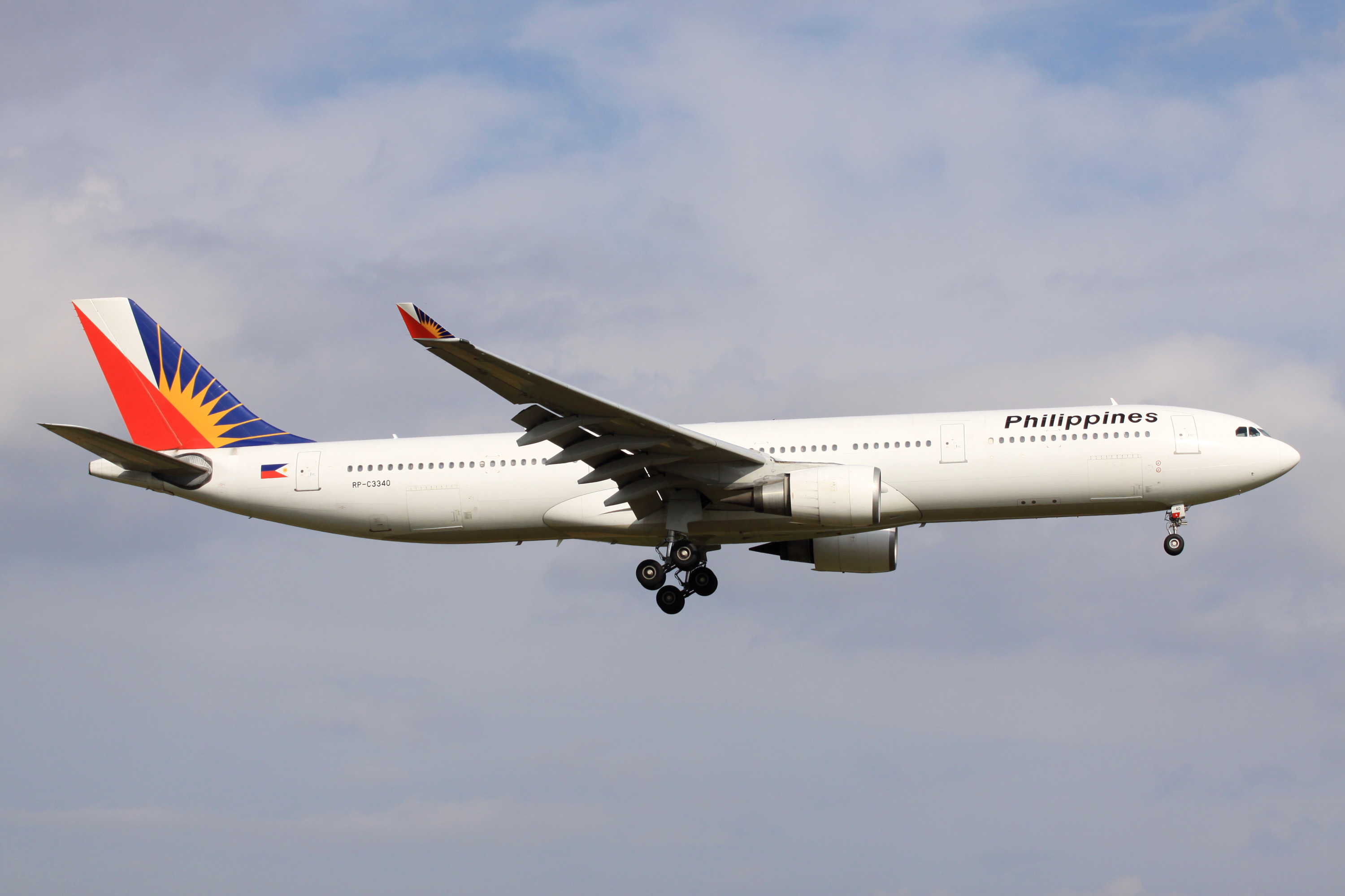
Chiếc Airbus A330-300 của Philippine Airlines tại Sân bay quốc tế Narita năm 2009
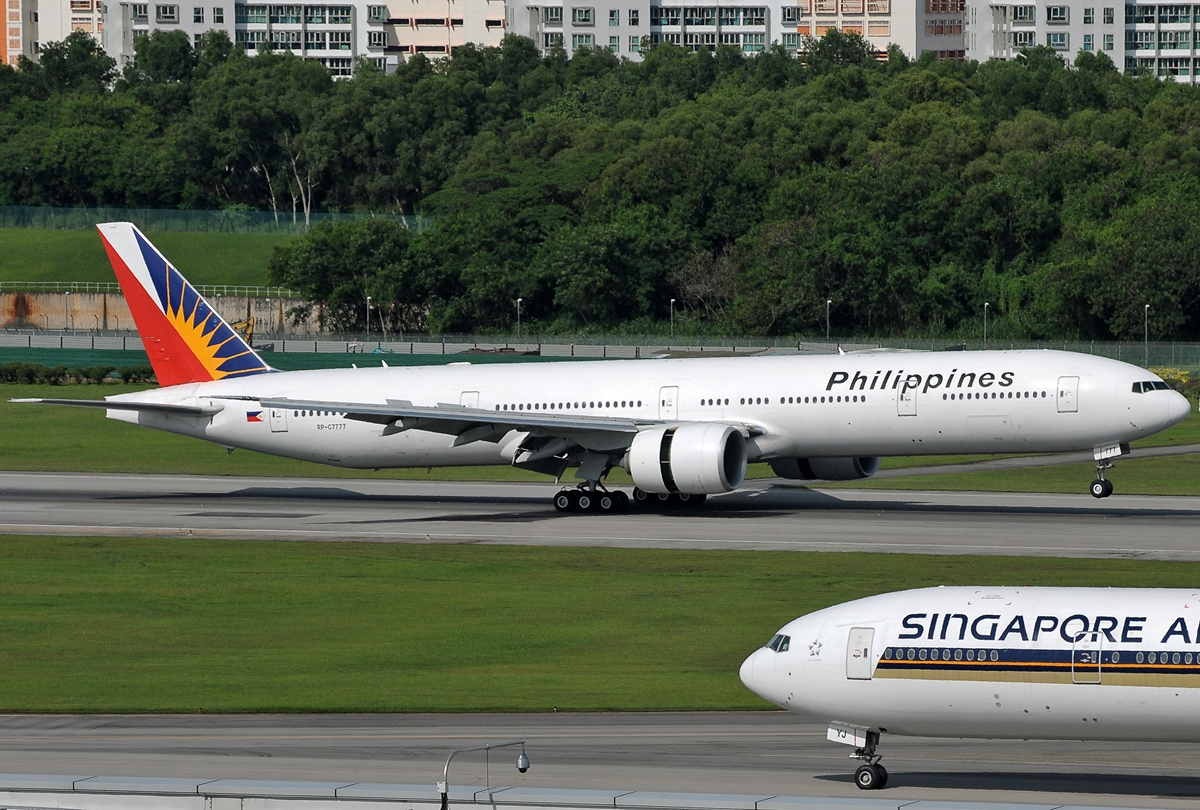
Chiếc Boeing 777-300ER của Philippine Airlines tại Sân bay Changi Singapore năm 2012.
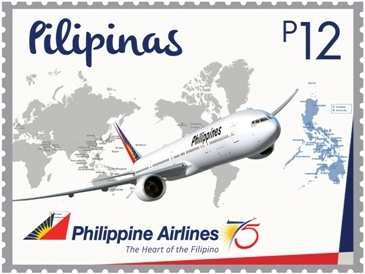
Tem kỉ niệm 75 năm thành lập hãng Philippine Airlines phát hành năm 2016.
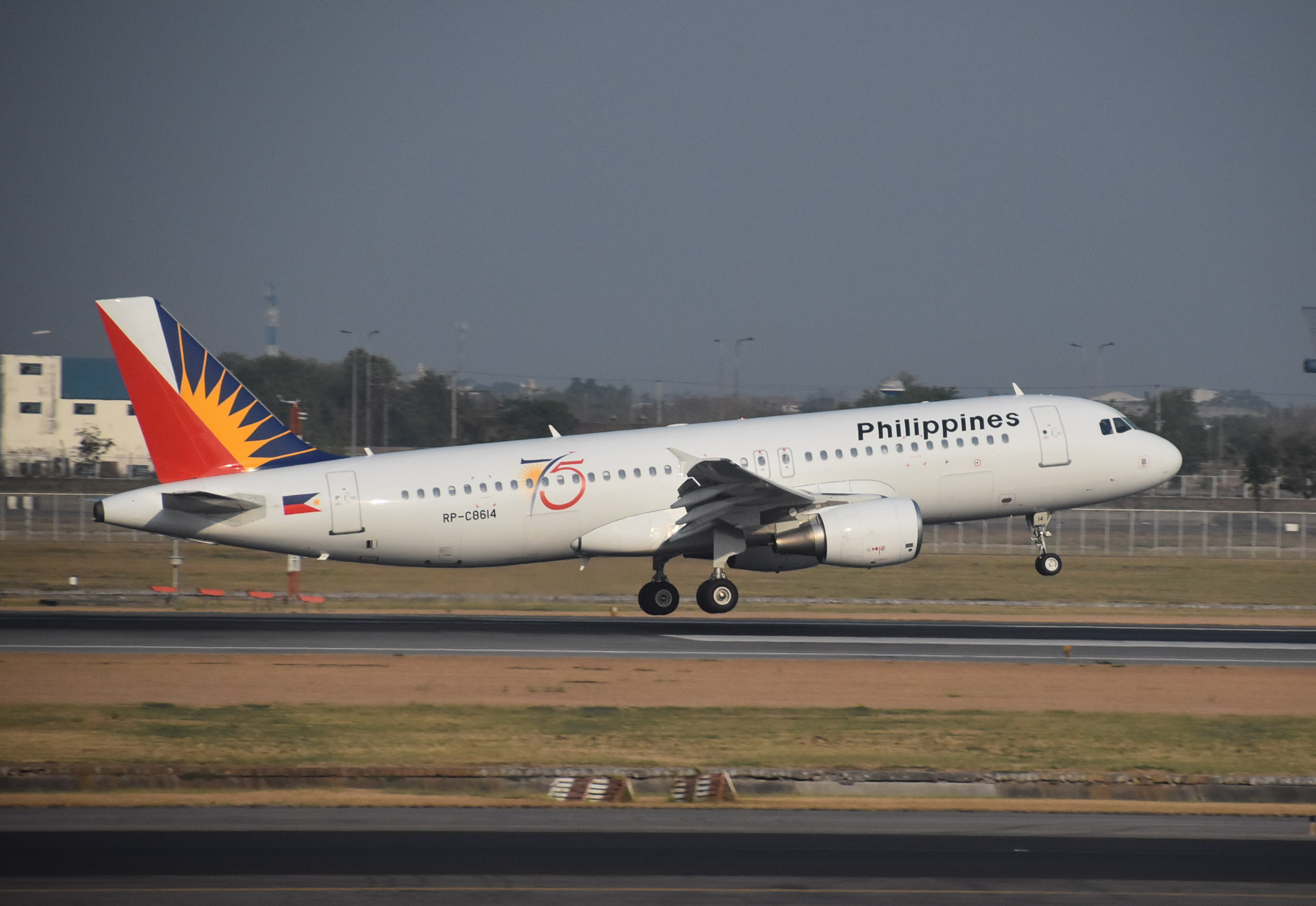
Một chiếc A320 của Philippine Airlines với màu sơn kỉ niệm 75 năm